# Пасха в Греции

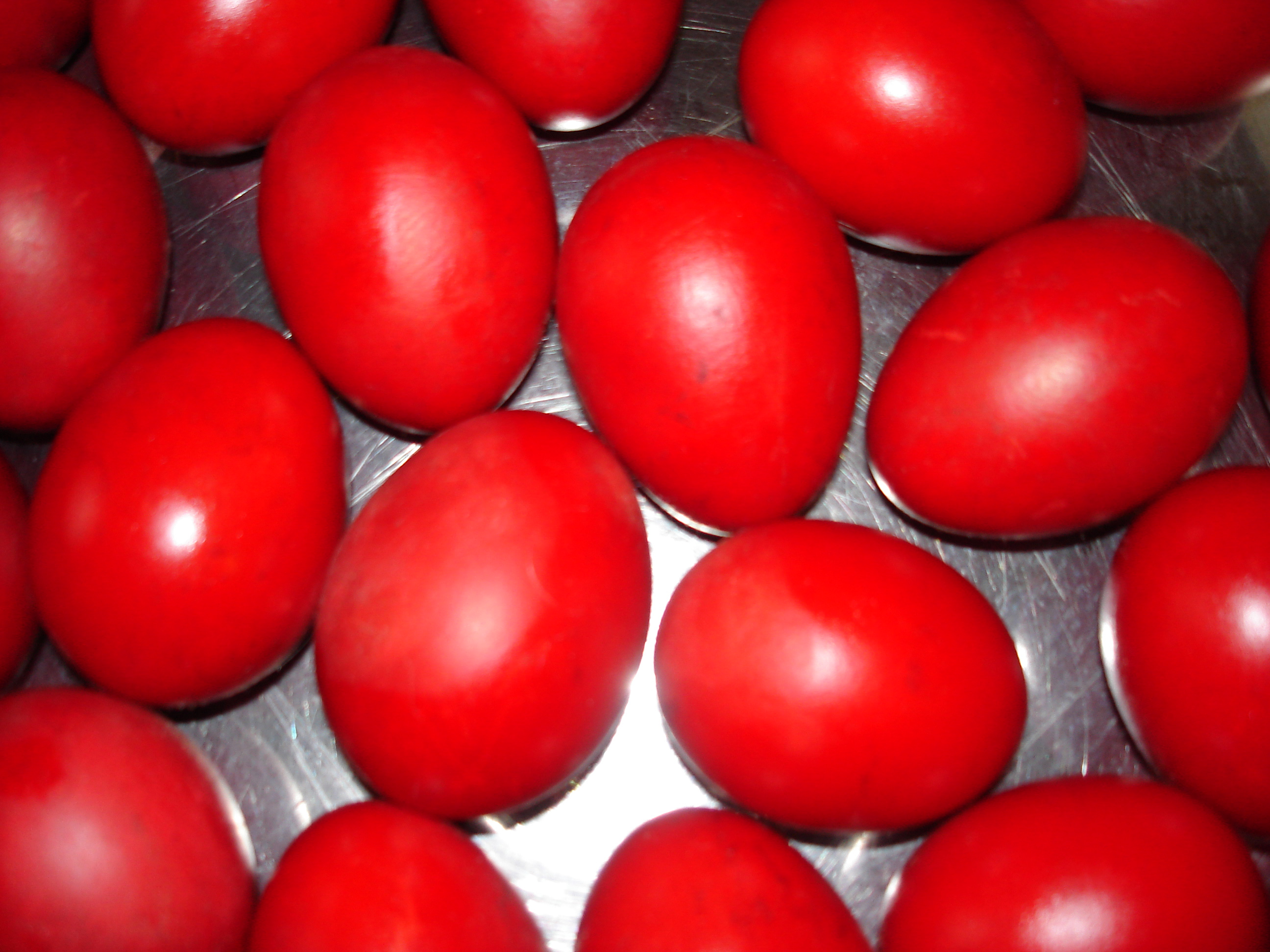
Традиционно пасхальные яйца в Греции красят в ярко-красный цвет…

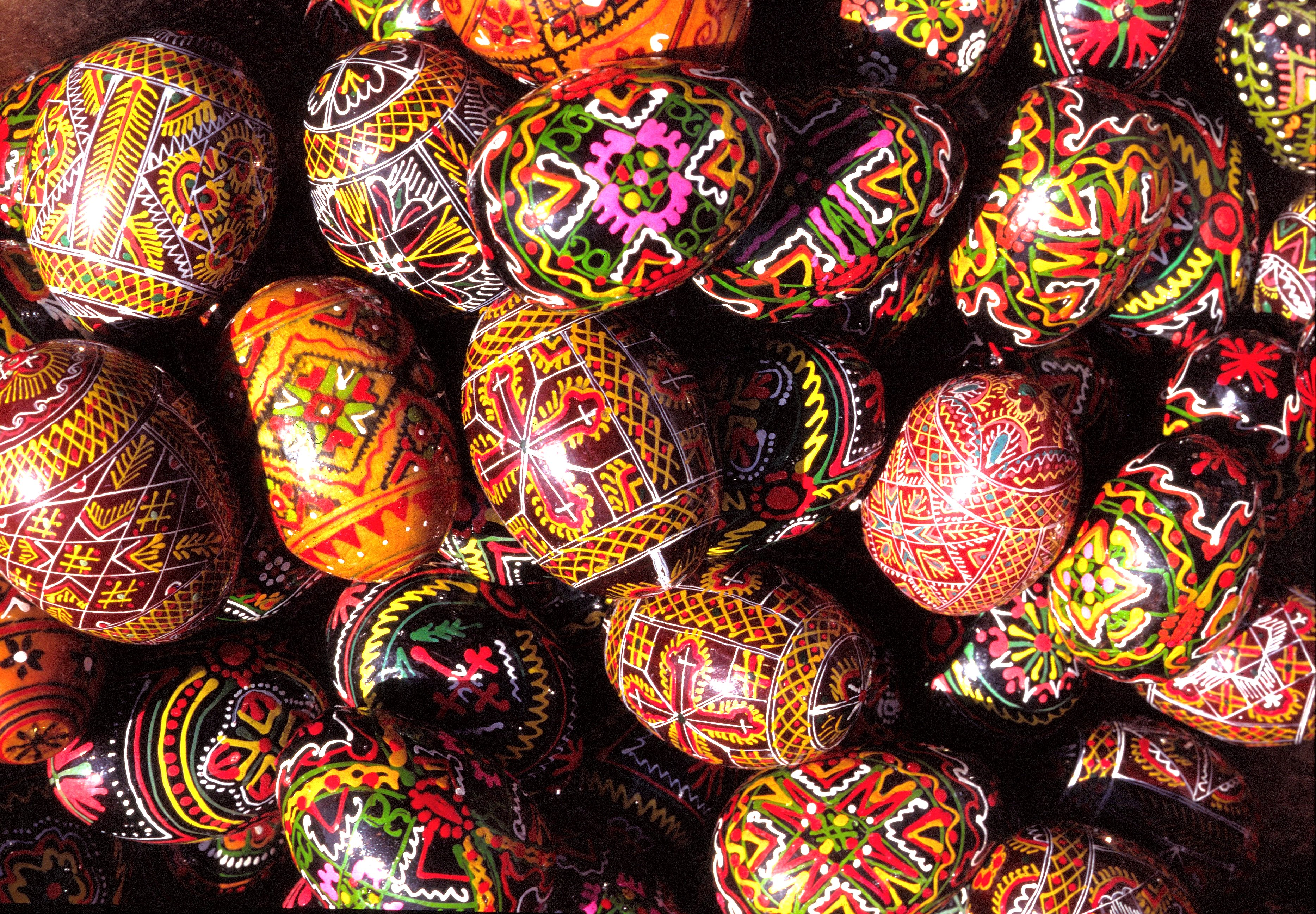
…но популярны и писаные яйца

Пасха в Греции — государственный праздник (согласно действующей Конституции православие является государственной религией, а церковь не отделена от государства), который пышно празднуется. В Греции, как и во всем православном мире, Пасха — праздник праздников, который объявляет победу жизни над смертью и таинство вечной жизни. Празднуют его всецерковно и всенародно, это любимый религиозный и семейный праздник, ведь более 98% населения страны — православные христиане. Поэтому праздник Пасхи — действительно всеобщий.
Празднование Пасхи продолжается 40 дней до Вознесения. Все это время верующие будут приветствовать друг друга словами «Христос Анести!» — «Христос Воскресе!», А храмы оставаться украшенными цветами и красными пасхальными яйцами.

## Традиции Страстной недели
На протяжении Страстной недели («Мегали Эвдомада») греки всю неделю ходят в церковь. Все храмы в стране в эти дни переполнены. Все дни недели называют Великими: Мегали Девтера, Мегали Трити, Мегали Тетарти, Мегали Пемпти, Мегали Параскеви, Мегало Саввато — Великий Понедельник, Великий Вторник …, … Великая суббота. Первые три дня Страстной седмицы осуществляется литургия Преждеосвященных Даров, в Великий четверг и Великую субботу — литургия Василия Великого, в Великую пятницу литургия не совершается.
На протяжении Страстной недели каждая хозяйка начинает приготовления к святому празднику в своем доме. В эти дни убирают и украшают жилище. Суровым условием остается соблюдение постного рациона, поэтому при Великого поста греки пекут Лагана — пресный хлеб, а в Великий вторник пекут сладкое печенье — кулураки. В Великую среду в церкви благословляют яйца, которые будут красить и закваску для выпечки цуреки — пасхальные «плетеные» булочки в форме круга или креста, по концам которого кладут красные яйца, а в середину белое. Едят цуреки в Воскресенье. В селах скорлупа не выбрасывается, её закапывают в землю виноградника или полей, для сохранения их плодородия. Режут молодого барана или козленка для Великого Воскресения. В Великий Четверг красят яйца, преимущественно в красный цвет, пекут пасхальные пироги. В Великую Субботу принято готовить традиционный суп магирица. Традиционно, всю неделю греки делают покупки и подарки крестным и родственникам.

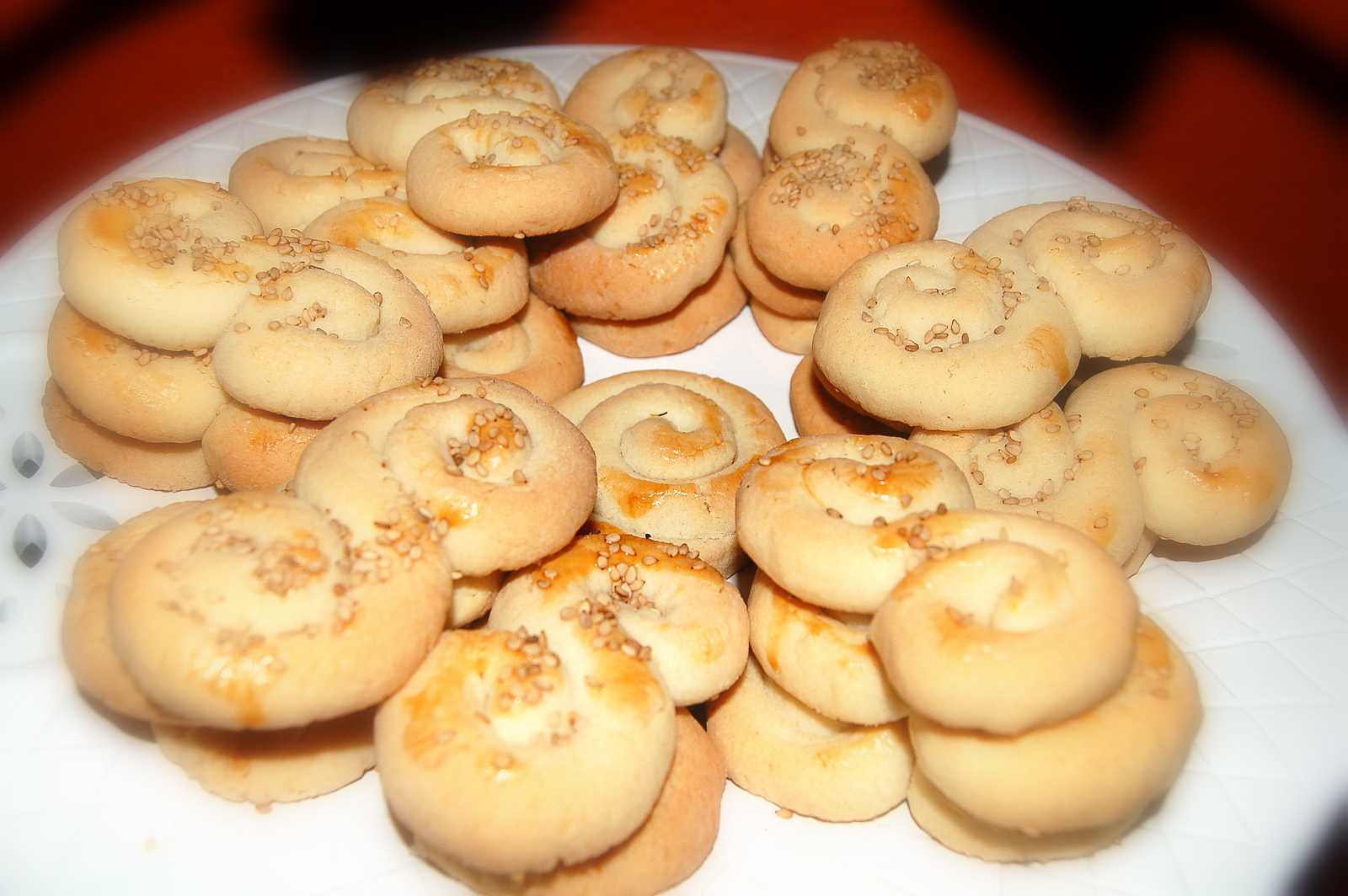
Печенье кулураки
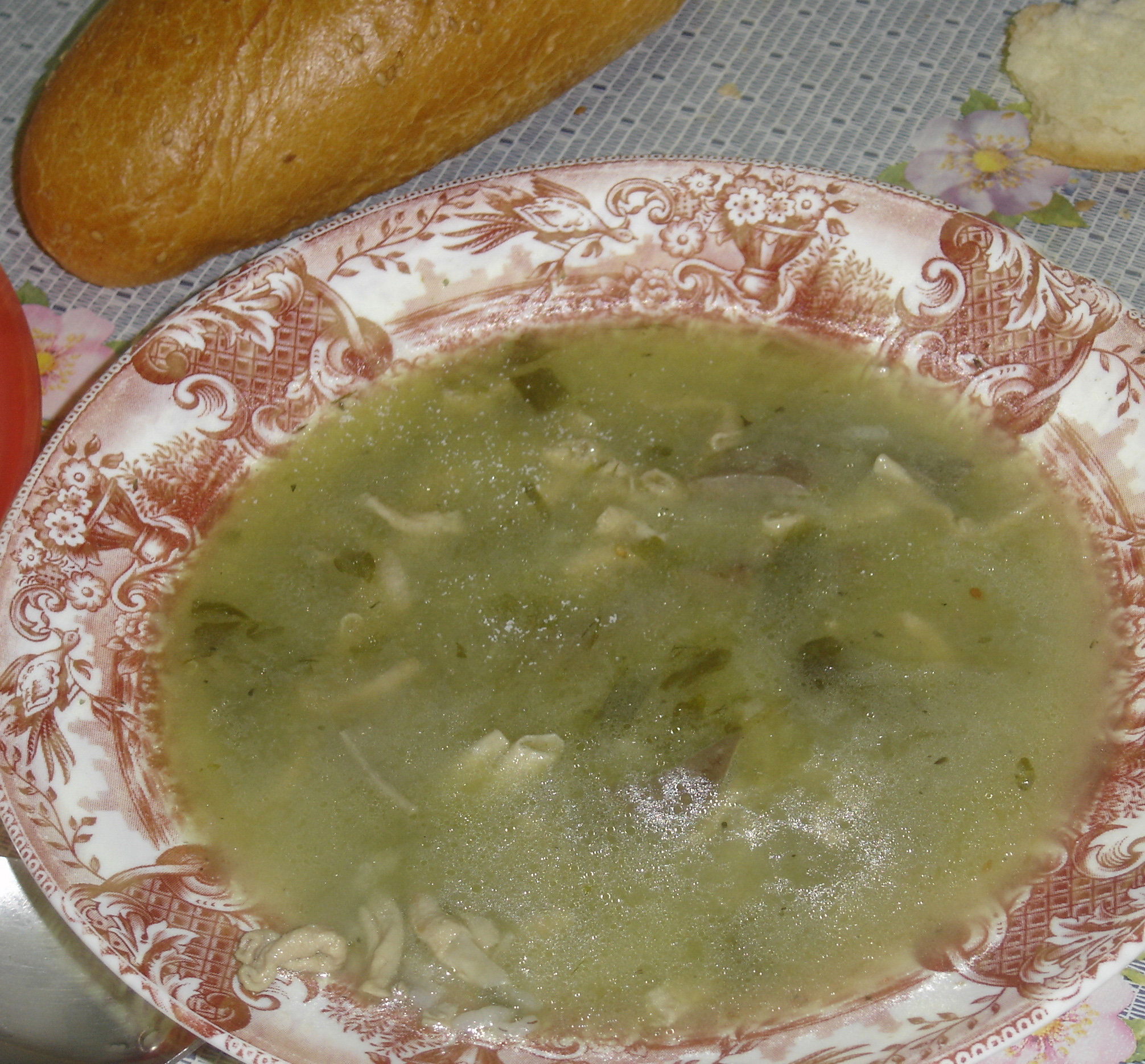
Суп магирица

За два дня до Пасхи жизни в городах замирает: закрыты все госучреждения, приспущены государственные флаги. В Великую Пятницу по улицам городов осуществляется Крестный ход с украшенной лепестками роз Плащаницей. В этот день грехом считается работать с молотком и гвоздями — в память о прикованном к кресту Иисусе Спасителе. На трапезе едят только суп с кунжутом и чечевицу с уксусом.

## Великая суббота и Пасха

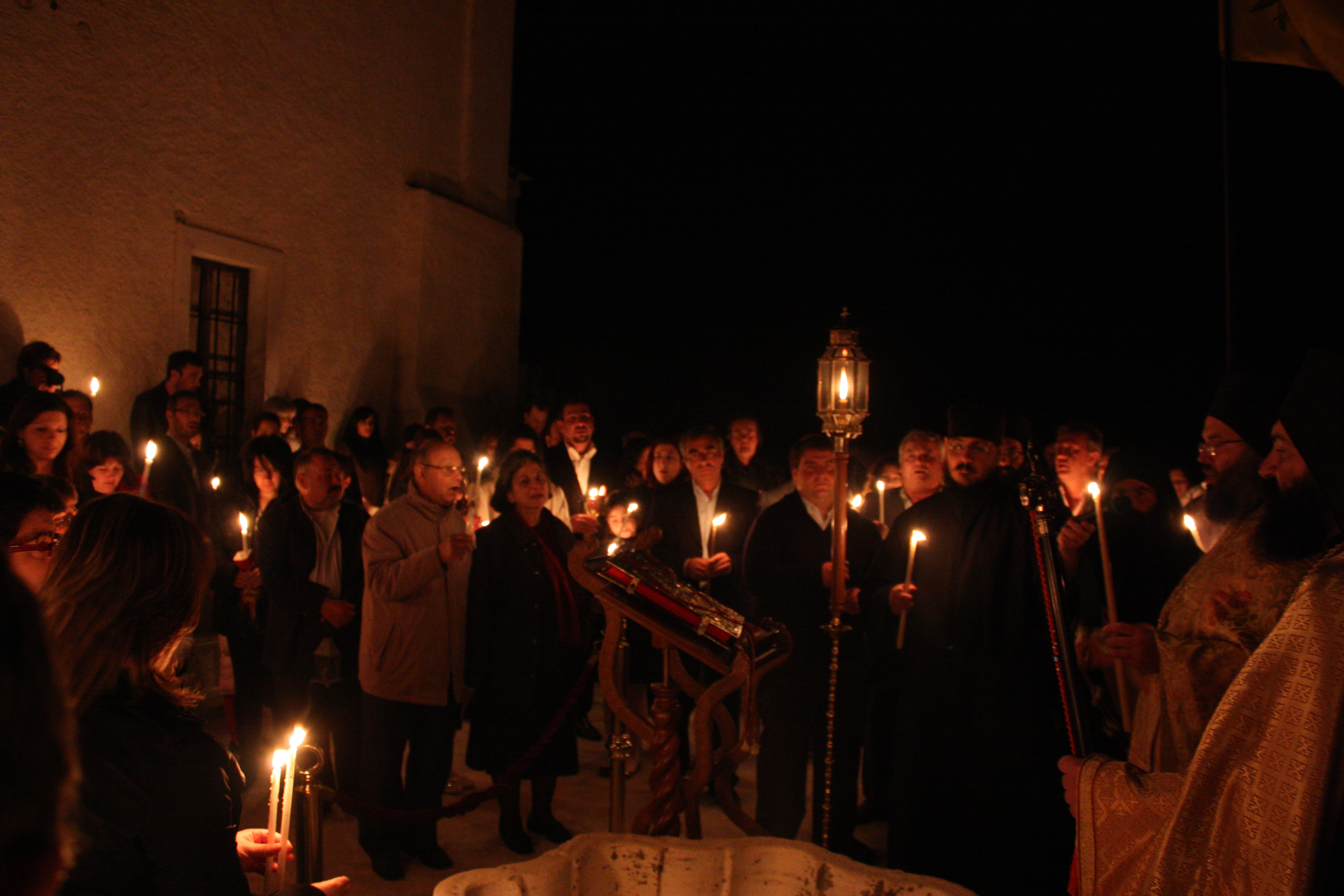
Торжественные духовные песнопения, остров Санторини

Специальным авиарейсом в Великую Субботу доставляют из Храма Гроба Господня в Иерусалиме Благодатный огонь, который торжественно встречают с почетным караулом и провозят по улицам столицы Греции города Афины к Кафедрального собора Благовещения Пресвятой Богородицы, откуда его развозят по всей стране, вплоть до самых отдаленных греческих островов. Вечером Великой Субботы совершается торжественная Пасхальная служба, во время которой в полной темноте все зажигают свои свечи от единственной горящей свечи и разносят огонь по всему храму.
Крестный ход в Греции не схож с процессиями других православных церквей. Все идут не вокруг храма, а с пением и горящими свечами направляются по городским улицам на центральную площадь города, где перед многотысячным собранием горожан происходит символическое сожжение Иуды. После этого праздник набирает силу, звучит бесчисленное количество хлопушек.
Ровно в полночь, после торжественного чтения Евангелия, когда священники произносят: «Христос Анести!» — «Христос Воскресе!» и дружный хор голосов соответствует «Алитос анести» («Воистину воскрес!»), начинается грандиозный фейерверк. В эти минуты вся Греция оглашается радостными криками и общим триумфом, сопровождаемым перезвоном церковных колоколов. Все дают друг другу поцелуй любви. Если до Пасхи приветствовали друг друга словами: «Кало Пасха» («Доброй Пасхи»), то с понедельника говорят «Хронья пола» («Многая лета»).
Наутро все встают рано, а хозяйки на углях готовят барашка и кокореци. Все от старших к малышам принимают участие в их приготовлении — крутят вертел. Повсюду звучит музыка, танцуют, угощают прохожих. В Салониках накрывают муниципальные праздничные столы: мясо, пасхальные яйца, вино и сладкие цуреки к услугам местных жителей и туристов.

## Экзотические традиции

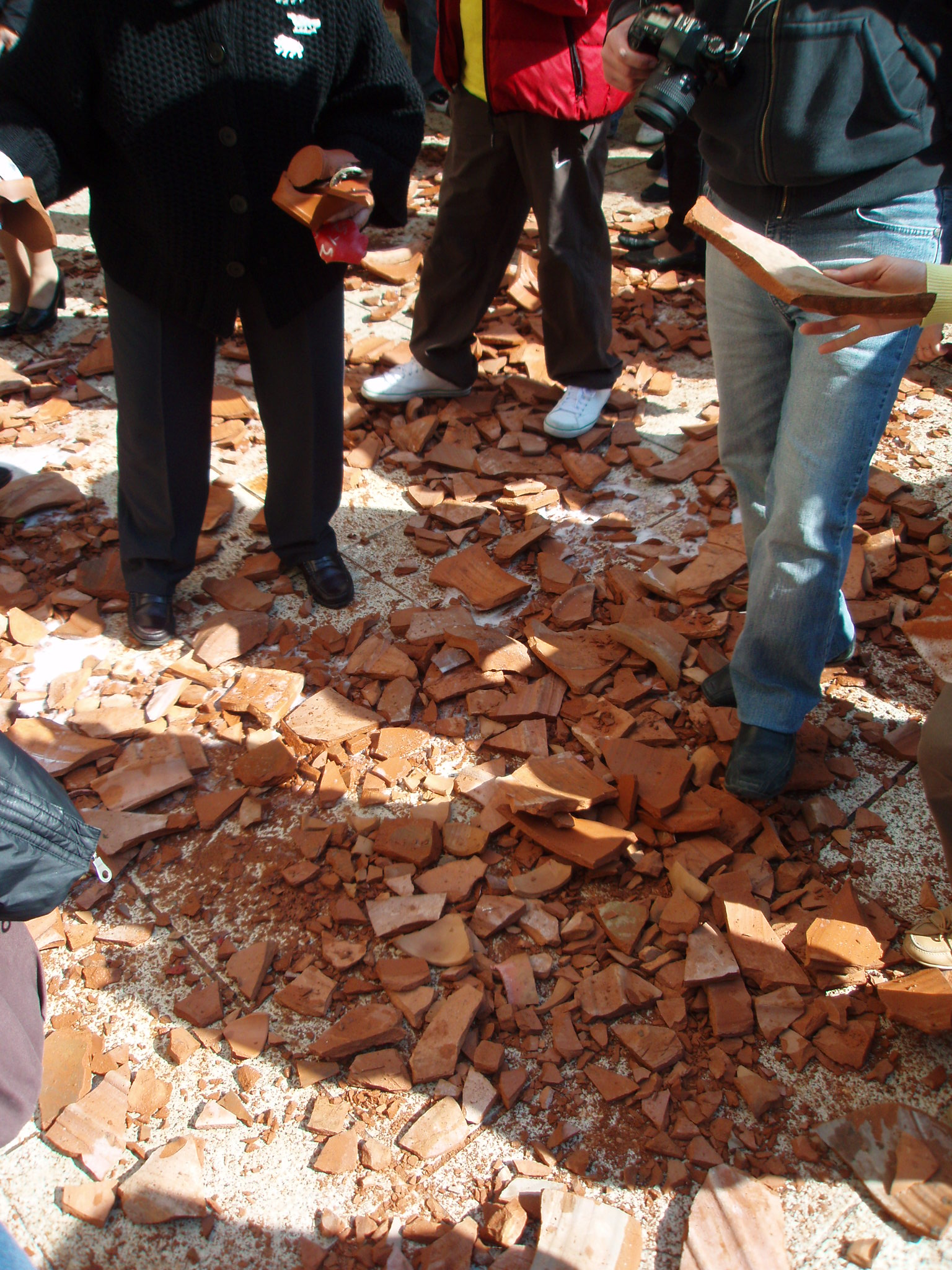
Разбитые «пасхальные» кувшины, остров Керкира

Ярко празднуется Пасха на острове Керкира в Ионическом море. Накануне Пасхальных праздников изготавливают сотни больших и маленьких глиняных горшков, которые предстоит разбить в ознаменование победы добра над злом на Пасху. Горшки, разукрашенные добрыми пожеланиями, сбрасывают с верхних этажей домов прямо на улицу из окон в присутствии тысяч любопытных. Каждый прохожий должен взять на счастье черепок от разбитого горшка. В Лазареву субботу дети ходят от дома к дому с песнями о Воскрешении Лазаря, собирая подарки, сладости и мелкие монетки. В Страстную пятницу во второй половине дня из дверей всех храмов выходят красочные процессии «Эпитафия». Они сливаются в один мощный людской поток, который до самой ночи течет по городским улицам. Возглавляет каждую процессию оркестр или хор, исполняющий духовные произведения.
Жители села Вронтади на острове Хиос в Эгейском море устраивают фейерверк-«перестрелку» между двумя церквами, расположенными друг напротив друга на склонах долины. У каждой церкви устанавливается горизонтально большой лист черепицы, на который выкладывают петарды. В определенный момент петарды взлетают навстречу и сталкиваются в ночном небе.